# Casa de Salomón Cohen
La Casa de Salomón Cohen es un edificio modernista, una de las mejores obras de Emilio Alzugaray. Está situado en el Ensanche Modernista de Melilla en la esquina que forman la calle Cardenal Cisneros (N.º 8) y la calle Sor Alegría (N.º 7) y forma parte del Conjunto Histórico Artístico de la Ciudad de Melilla, un Bien de Interés Cultural.

## Historia
Fue realizado en 1915 según proyecto del ingeniero militar Emilio Alzugaray, del 20 de marzo para el comerciante Salomón Cohen.

## Descripción

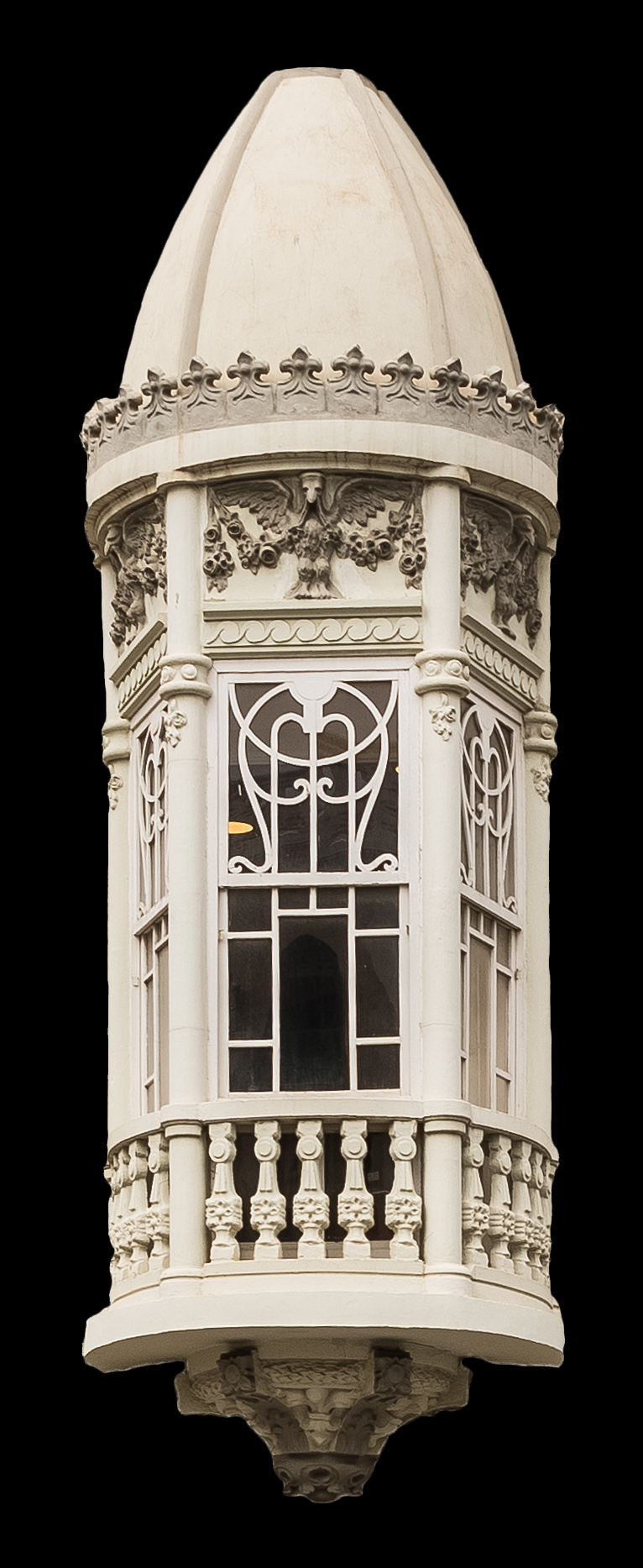
Chaflán de cúpula nervada.

Consta de planta baja y principal. Está construido con muros de piedra y ladrillo macizo y techos de bovedillas del mismo ladrillo apoyadas sobre vigas de hierro.
Es uno de los edificios modernistas más elegantes del Ensanche de Melilla, gracias a sus componentes ornamentales, inspirados en la naturaleza, la flora y la fauna, representación de figuras alegóricas.
Sus fachadas están dispuestas en torno a un mirador esquinado, apoyado sobre una ménsula en abanico y compuesto por varias caras unidas con unas columnillas circuladores que sostienen un entablamento con un festón, en el que aparece un águila, dando paso al «coup de fouet», un remate ondulante en semicono que se inicia con una crestería y que alberga un festón pequeño. Estas fachadas están compuestas por un balcón central, sobre cuya ventana se sitúa una moldura con un festón, rodeada de balconadas, sobre cuyas ventanas se sitúan molduras con leones, ambos con balaustradas y delimitados por cenefas verticales con motivos vegetales. Todo se culmina con balaustradas, a excepción del centro, donde se sitúan remates ondulantes adornados con un festón.

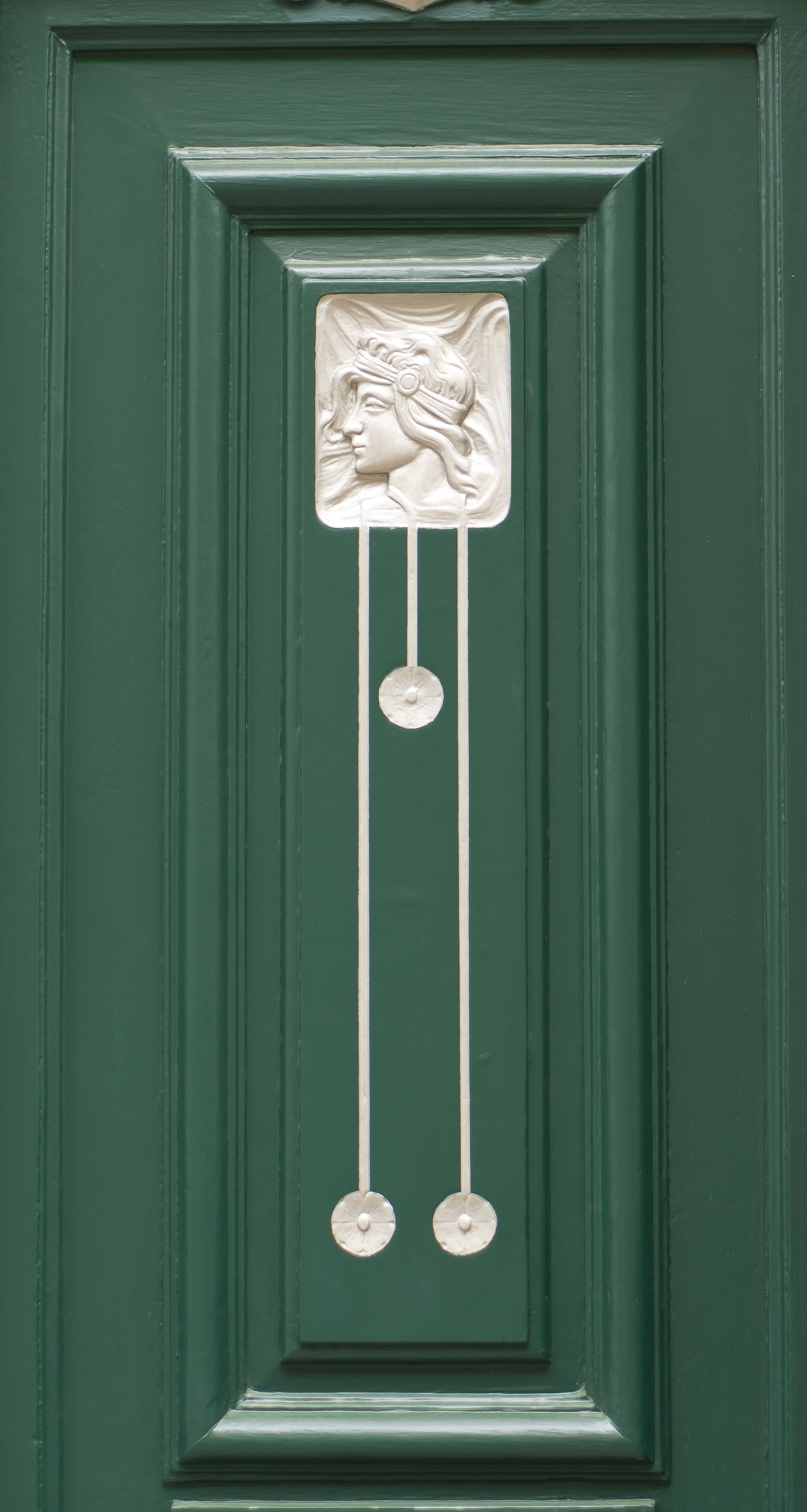
Carpintería con decoración figurativa.